# La pecadora (Àngel Guimerà)
La pecadora és un drama en tres actes i en prosa, original d'Àngel Guimerà, estrenat per primera vegada al teatre Romea de Barcelona, per la companyia del Teatre Català, la vetlla de l'11 de març de 1902. L'acció té lloc en un poble de muntanya, a l'època de l'estrena.

## Repartiment de l'estrena
- Daniela: Dolors Delhom.
- Antònia: Adela Clemente.
- Monsa: Maria Morera.
- Tomaseta: Antònia Baró.
- Pona: Pilar Forest.
- Huguette: Carme Jarque.
- Jeanne: Clotilde Barris.
- Agna: Pilar Santolària.
- Ramon: Enric Borràs.
- Don Joachim: Jaume Virgili.
- Richard: Iscle Soler.
- Mr. Albert: Joan Domènech.
- Max: Victorià Oliver.
- Andreu: Anton Manso.
- Valeri: Agustí Artigas
- Miqueló: Casimir Rosa.

Director artístic: Enric Borràs

## Traduccions
- Artur Vinardell i Roig, traducció al francès.
- Luis Ruiz de Velasco, traducció al castellà.
- Wallace Gillpatrick, traducció a l'anglès.
- Ferdinando Fontana, traducció a l'italià.